# Гелойско-сиракузская война
Гелойско-сиракузская война 492—491 до н. э. — вооруженный конфликт между тираном Гелы Гиппократом и Сиракузами.

## Гелойская экспансия
Покорив в 497—493 годах до н. э. города северо-востока Сицилии, Гиппократ предпринял попытку завоевания владений Сиракуз, своего главного соперника в борьбе за влияние на востоке острова.
Война началась в 492/491 году до н. э. с захвата и разрушения Камарины. Город был основан сиракузянами в 598 году до н. э. и находился под полным контролем метрополии. В 552 году до н. э. камаринцы отложились от Сиракуз, но выступление было подавлено, а разбитые сепаратисты изгнаны. Полис в Камарине был ликвидирован, но поселение осталось. Камаринская область граничила с владениями Гиппократа, и была атакована первой.

## Битва при Гелоре
Продвинувшись далеко в глубь сиракузской территории, Гиппократ, вероятно, намеревался захватить городок Гелор, располагавшийся в устье одноименной реки (ныне Телларо), неподалеку от мыса Пахин. Это место находилось примерно в 30 км к югу от Сиракуз и занимало стратегическое положение на подступах к городу. Решающее сражение с сиракузянами состоялось на реке Гелор, недалеко от побережья, в месте, называвшемся Ареевой переправой, через которую проходила так называемая Гелорская дорога.
Сиракузяне были разгромлены, и большой вклад в победу внесла гелойская кавалерия под командованием Гелона Дейноменида. Исследователи также полагают, что в сражении отличился будущий зять Гелона Хромий Этнейский.

## Осада Сиракуз
Развивая успех, Гиппократ подступил к Сиракузам, устроив лагерь в Полихне, в районе храма Зевса Олимпийского, в местности, которую Фукидид считал весьма удобной для расположения главных сил во время осады. При необходимости этот район было легко превратить в крепость.
Тиран сочетал осадные работы с подрывной пропагандой, настраивая широкие слои населения против правящей олигархии гаморов — привилегированных потомков первых поселенцев. Добиваясь расположения горожан, он не тронул значительные средства, хранившиеся в храме Зевса, и арестовал жреца и нескольких граждан, пытавшихся вывезти золотые приношения. Возможно, эти люди пытались эвакуировать сокровища, но Гиппократ обвинил их в попытке кражи и выдал сиракузянам.

## Переворот в Сиракузах
На основании текста одного из фрагментов Диодора Сицилийского предполагается, что происки Гиппократа частично достигли цели: граждане начали возмущаться, и олигархи попытались использовать против них рабов, которым предоставили свободу. Освобожденные рабы, которых источник называет киллириями, вскоре, по-видимому, объединились со свободными неполноправными сиракузянами, и свергли олигархов, бежавших в Касмены (на горе Монте-Казале).
Переворот привел к смене конституционного порядка. Низшие слои населения и киллирии были уравнены с полноправными гражданами, что на первых порах привело к анархии. Гиппократ не смог этим воспользоваться для захвата Сиракуз, поскольку в конфликт вмешались коринфяне и керкиряне, откликнувшиеся на призыв о помощи со стороны родственного им города. Прибытие союзных войск заставило тирана согласиться на переговоры.

## Мир
По условиям мира, заключенного Гиппократом с Сиракузами, Коринфом и Керкирой, гелойский тиран отпускал пленных, захваченных им в большом количестве, в обмен на Камаринскую область. Распространив свою власть на этот район, Гиппократ немедленно вновь основал Камарину, заселив город гелойскими клерухами, его собственными бывшими жителями и различными эмигрантами.

## Итоги
Закрепившись в Камарине, Гиппократ в том же 491 году до н. э. включил в состав своей армии ее воинские контингенты, и напал на земли сикулов, присоединив захваченные территории к камаринской хоре. В ходе этой кампании он погиб при осаде неприступной Гиблы Гереатиды, и власть в его державе после короткой гражданской войны была захвачена Гелоном.
Олигархи, обосновавшиеся в Касменах, вероятно, обратились за помощью к новому правителю, и тот вернул их в Сиракузы, легко уничтожив неокрепшую демократию и подчинив город своей власти (485 до н. э.).

## Комментарии
1. ↑  Д. Ашери считает киллириев сикулами, порабощенными греческими колонистами (Ашери, с. 885). Существует предположение, что независимые племена сикулов поддержали выступление против олигархии (Высокий, с. 145)